# Siglo XXX a. C.
El siglo XXX a. C. comenzó el 1 de enero del año 3000 a. C. y terminó el 31 de diciembre de 2901 a. C.

## Acontecimientos
- 3000 a. C.: 
  - Aparecen en Indonesia hachas de piedra completamente pulidas que representan la última fase de la cultura Hoabinhian en el sureste asiático.[1]
  - Domesticación en China del gusano de la seda. Se inicia la confección de tejidos de seda.[1]
  - En el norte de África se desarrolla una agricultura temprana.
  - En el suroeste Asia se utiliza una primera forma de ábaco para realizar cálculos.[1]
  - En Fanshan (Yuyao, Zhejiang, China) un artesano neolítico de la cultura Liangzhu ―la última cultura de jade en el delta del río Yangtsé (5300-4200 a. C.)― crea la imagen de una deidad en un detalle de la tumba.
  - Hay una fase intensa de entierro en Duma na nGiall en la Colina de Tara , la antigua sede del Gran Rey de Irlanda .
  - Los camellos son domesticados en Egipto.
  - Los egipcios usan sellos de relieve para grabar piezas de cerámica.[1]
  - Los primeros restos de Aniba (Nubia).
  - Obras de cestería y plumas encontradas en la cueva de Lovelock, situada en el oeste de Nevada (Estados Unidos).[1]
  - Pinturas rupestres del Sahara central representan a unos hombres vigilando el ganado. Se cree que son ovejas y reses.[1]
  - Se inicia la industria viticultora en Egipto cuando los faraones deciden dejar de importar el vino y desarrollar sus cultivos.[1]
- 3000-2600 a. C.: En el valle del río Indo (Pakistán) empieza el periodo Harapa temprano.
- 3000-2300 a. C.: Durante este periodo eran habituales los enfrentamientos bélicos entre las ciudades Estado sumerias. Se idean nuevas técnicas de guerra, como el empleo de carros de combate de cuatro ruedas tirados por asnos.[1]
- 3000-1800 a. C.: La cultura Tutishcainyo en Perú, asentamiento totalmente agrícola, se caracteriza por la cerámica decorativa grabada.[1]
- 3000 a. C.: en algunas regiones termina el periodo neolítico.
- 3000 a. C.: en Egipto comienza a reinar Dsher, segundo faraón del Egipto unificado.
- 3000 a. C.: en Turquía se funda la aldea de Troya.
- 3000 a. C.: en el sur de Inglaterra comienza la construcción de Stonehenge. En su primera versión, consiste en un dique circular y un banco con 56 postes de madera (según National Geographic, junio de 2008).
- 3000 a. C.: en la zona de la actual Durrës (Albania) se desarrolló la cultura Epidamnos.
- 3000 a. C.: en el mar Egeo empieza la edad de bronce y se desarrolla la cultura de las Cícladas y la cultura minoica.
- 3000 a. C.: en Perú empieza la cultura de Norte Chico.
- 3000 a. C.: en Filipinas se realizan los petroglifos de Angono.
- 3000 a. C.: en Japón empieza el periodo Jomon medio.
- 3000 a. C.: Los pobladores cambian a una vida semisedentaria.Primeros cultivos de yuca en la costa Caribe y de maíz en el altiplano cundiboyacense.Yacimientos arqueológicos en Puerto Hormiga (Bolívar, Colombia) evidencian actividad humana.[2]
- 2955 a. C.: en Egipto muere Dsher, el tercer faraón.
- 2925 a 2776 a. C.: en Egipto se desarrollan las guerras de la primera dinastía.
- 2920 a. C.: Dshet, cuarto faraón de Egipto. Su reino comienza 80 años después de la muerte del anterior faraón.
- 2900 a. C.: en Irak empieza el periodo dinástico temprano I mesopotámico.
- 2900 a. C.: en Perú comienza a construirse la aldea de Caral, que será la primera ciudad en América.
- En Perú se empieza a cultivar el algodón seco (Gossypium barbadense).
- En Mesopotamia (actual Irak), los sumerios inventan la escritura por primera vez en la Humanidad.

## Ciencia y Tecnología
- Hesi Re es conocido como primera referencia bibliográfica de un dentista en Egipto al servicio faraónico, en estudios radiográficos fueron encontrados diversos grados de daño periodontal en las momias egipcias faraónicas.

## Ficción
- Establecimiento del Imperio de Dawn (Dawn of Empire) del escritor Sam Barone (La saga Eskkar, libro 2).